# Operațiunea Saturn
Operațiunea Saturn a fost o operațiune a Armatei Roșii pe frontului de răsărit al celui  de-al doilea război mondial din decembrie 1942 – februarie 1943, care a fost preludiul luptelor din nordul Caucazului și din bazinul râului Doneț. 
Succesul Operațiunii Uranus, lansată pe 19 noiembrie 1942, a dus la prinderea în capcană la Stalingrad a 300.000 de militari ai Axei de sub comanda lui Friedrich Paulus. Pentru a exploata această reușită, STAVKA (Marele Cartier General Sovietic) a plănuit o ofensivă de iarnă în continuarea operațiunii mai înainte amintite, care a primit numele de cod "Saturn".

## Operațiunea  Micul Saturn: decembrie 1942
Primul fază a operațiunii – o încercare de izolare a Grupului de Armate A din Caucaz – a trebuit să fie rapid regândită când generalul Erich von Manstein a lansat Operațiunea Furtună de Iarnă pe 12 decembrie în încercarea de a elibera armatele încercuite la Stalingrad. În timp ce generalul  Rodion Malinovski și Armata a 2-a de Gardă luptau să oprească înaintarea germanilor spre Stalingrad, a fost lanst planul Operațiunea Micul Saturn pe 16 decembrie.
Această operațiune a fost gândită ca o mișcare de învăluire care amenința să izoleze forțele menite să-i elibereze pe germanii încercuiți la Stalingrad. Armata I de Gardă a generalului generalul Fiodor Isidorovici Kuznețov și Armata a III-a de Gardă a generalului Dmitri Danilovici Leliușenko au atacat din nord, încercuind pe cei 130.000 de soldații italieni. Manstein a trimis o divizie Panzer în ajutorul italienilor. Dintre italieni, cam 45.000 au reușit să supraviețuiască și s-au alăturat tancurilor germane pe 17 ianuarie. În sud, înaintarea Armatei a 28-a sovietice a generalului Gherasimov a amenințat cu încercuirea Armata I Panzer, iar forțele germane au fost atacate direct de Armata a 51-a a generalului Trufanov. Într-un atac foarte îndrăzneț, pe 24 decembrie, tancurile sovietice ale Corpului al 24-a sovietic au ajuns până la Taținskaia, aeroportul folosit de Luftwaffe pentru aprovizionarea forțelor Axei asediate la Stalingrad. Tancurile sovietice au atacat aeroportul german prin furtuna de zăpadă și timp de aproape 4 ore au distrus toate avionaele, proviziile și instalațiile de dirijare a traficului aerian. (Vedeți și: Raidul de la Taținskaia). Corpul 24 sovietic a fost apoi distrus în totalitate de tancurile germane.
Coloana germană destinată spargerii încercuirii de la Stalingrad era amenințată la rândul ei cu încercuirea, iar  Manstein a trebuit să-și retragă forțele la Kotelnikovo pe 29 decembrie, lăsându-i pe germanii și aliații lor prinși în capcană la Stalingrad să se descurce de unii singuri. (Dintre cei aproximativ 300.000 de soldați încercuiți, cam 90.000 au supraviețuit pentru a fi luați prizonieri și doar 5.000 au mai trăit pentru a apuca să se întoarcă în patrie.) Obiectivul limitat al ofensivei sovietice a permis germanilor să-și retragă trupele Grupul de Armate A al generalului Ewald von Kleist din Caucaz și să-l treacă în defensivă pe râul Don înregiunea orașului Rostov.

## A doua fază a operațiunii: ianuarie 1943
A doua fază a operației a fost declanșată pe 13 ianuarie 1943, odată cu atacul a patru armate ale Frontului Voronej al generalului Golikov, care a încercuit și a distrus Armata a 2-a maghiară lângă Svoboda pe râul Don. Atacul sovietic împotriva Armatei a 2-a germane trebuia să se încheie cu încercuirea și anihilarea ei, și deși germanii au reușit să scape din capcană, au trebuit totuși să se retragă, iar până pe 5 februarie, sovieticii înaintaseră în forță spre Kursk și Harkov. 

## Faza a treia a operațiunii: februarie 1943
În condițiile în care armata germană se afla în retragere în toată Ucraina de sud, a treia fază a operațiunii a fost reprezentată de un atac combinat plin de îndrăzneală al Frontului Voronej în nord, care a încercat să înainteze spre Nipru și să încercuiască Armata a 2-a germană, și al Fronturilor sud-vestic și de sud sovietice spre sud, care au încercat să elibereze Voroșilovgrad și să-și croiască drum spre Marea Azov pentru a încercui Grupul de Armate A al lui Kleist și Frupul de Armate Don al lui Manstein.
Aceste ofensive au început bine. Kursk a fost cucerit pe 8 februarie 1943, Harkov pe 16 februarie, iar Rostov a fost abandonat de germani pe 18 februarie. Între Grupul de Armate A (înghesuit pe un mic cap de pod din fața Peninsulei Kerci) și Grupul de Armate Don s-a deschis o spărtură, iar Armata I de Gardă sovietică a lui Fiodor Isidorovici Kuznețov amenința să spargă frontul german între Grupul de Armate Don și Grupul de Armate Centru al lui Günther von Kluge, avansând prin Dnepropetrovsk. Mai mult, Frontul Don sovietic a fost eliberat din luptele de la Stalingrad după capitularea germanilor încercuiți aici (2 februarie 1943), trupele lui Constantin Rokossovski fiind gata să participe la noi operațiuni ofensive. 
A fost conceput un nou plan ofensiv care, după succesul de la Kursk, trebuia să continue cu un atac împotriva Grupului de Armate Centru german din punga de la Orel, după care să continue atacul spre Briansk. De această dată, cartierul general sovietic a cerut prea mult de la trupelor lor epuizate de efortul făcut până în acel moment. Dificultățile logistice legate de deplasarea armatelor de la Stalingrad spre noul amplasament pe distanța a 650 km au întârziat declanșarea ofensivei până pe 25 februarie. Apărarea germană tenace a făcut ca sovieticii să nu reușească decât câteva mici victorii locale la vest de Kursk, în timp ce obiectivelele legate de Orel nu au putut fi atinse. 
Între timp, pentru a salva pozițiile din sud, Oberkommando der Wehrmacht a hotărât să abandoneze punga de la Rjev de lângă Moscova, ca să elibereze suficient de multe trupe cu care să dea o ripostă victorioasă în răsăritul Ucrainei. Contraofensiva lui Manstein, în sprijinul căreia au venit unități SS Panzer bine antrenate și dotate cu tancuri Tiger, s-a declanșat pe 20 februarie 1943 și și-a deschis spre Poltava și înapoi la Harkov, după care operațiunile militare au fost încetinite sau oprite de dezghețul de primăvară din martie. Acest ataca a dus la formarea unui intrând în liniile sovietice la Kursk, zonă în care în iulie avea să se dea cea mai mare bătălie de tancuri a celui de-al doilea război mondial.